# Рёуккя
Рё́уккя (фин. Röykkä) — деревня, расположенная в муниципалитете Нурмиярви, недалеко от границы муниципалитета Вихти, в Финляндии. Это четвёртая по величине деревня в муниципалитете после Клауккала, Раямяки и церковной деревни Нурмиярви. Население составляет около 1600 человек.
На севере деревни находится заброшенная психиатрическая больница, известная как санаторий Нуммела (англ. Nummela Sanatorium). Её здание в стиле ар нуво было спроектировано Магнусом Шерфбеком в 1903 году.

## Здания
В центре Рёуккя находится продуктовый магазин K-Market (ранее Valintatalo и ранее Siwa), пиццерия и маленькая кофейня. Кроме того, есть начальная школа в Клауккала, самом большом и растущем жилом районе Рёуккя, но ближайшая средняя школа находится в соседней деревне Раямяки.
Железнодорожная станция, расположенная вдоль железной дороги Ханко-Хювинкяа, была построена и введена в эксплуатацию в 1911 году и закрыта в 1977 году. Финская модель и PR-менеджер Эллен Йокикуннас купила здание в 2007 году, чтобы отремонтировать его в своем новом доме.

### Санаторий
В северной части Рёуккя находится бывший туберкулёзный санаторий в стиле модерн, известный как санаторий Нуммела, спроектированный архитектором Магнусом Шьерфбеком в 1903 году. Санаторий был закрыт в 1932 году и переоборудован в психиатрическую больницу. В 1989 году больница также была закрыта. Местные слухи говорят, что в заброшенной больнице наблюдались паранормальные явления. По их словам, в окнах здания видны таинственные огни, а на краю крыши стоит женщина, которая покончила с собой, спрыгнув вниз. По другим слухам, в больнице обитает дух девушки, которая умерла там в раннем возрасте.

## Транспорт
Село пересекает финскую региональную дорогу 132 (МТЗ 132), которая курсирует между Лоппи и Порнайнен. В северной части деревни есть национальная дорога 25 (Vt 25), которая проходит между Ханко и Мянтсяля. Рядом с деревней проходит железная дорога Ханко-Хювинкяа.
Расстояния от других городов:
- Хельсинки 43 км
- Лоппи 33 км
- Клауккала 14 км
- Нурмиярви 12 км
- Раямяки 8 км